# Ysalamiri
Los ysalamiri son unas criaturas que forman parte del universo expandido de la saga de la Guerra de las Galaxias.
Esta pequeña criatura, similar a una salamandra, tiene una habilidad única para repeler a la Fuerza. Son nativos del planeta Myrkr y viven aferrados a los árboles, de los cuales son difíciles de desprender.
Cuando es llevado por algún individuo, el ysalamiri puede protegerlo de todo tipo de ataques perpetrados con la Fuerza. Igualmente, los ysalamiri logran evitar que aquel que lo posee use sus poderes Jedi o Sith.
El Gran Almirante Thrawn usó a un ysalamiri para protegerse de los poderes Jedi del clon del maestro Jorus C'baoth en Wayland cuando fue a reclutarlo.